# Episodi de Lo show di Big Show
La prima stagione della serie televisiva Lo show di Big Show, composta da 8 episodi, è stata disponibile online in prima visione assoluta su Netflix il 6 aprile 2020. Anche la versione in italiano è stata disponibile dallo stesso giorno.
| N° | Titolo originale | Titolo italiano | Data di uscita originale | Data di uscita italiana |
| -- | ---------------- | --------------- | ------------------------ | ----------------------- |
| 1  | Prototype        | Prologo         | 6 aprile 2020            | 6 aprile 2020           |
| 2  | The Big Punisher | Big punitore    | 6 aprile 2020            | 6 aprile 2020           |
| 3  | The Big Brain    | Big cervellone  | 6 aprile 2020            | 6 aprile 2020           |
| 4  | The Big Sinkhole | Big voragine    | 6 aprile 2020            | 6 aprile 2020           |
| 5  | The Big Process  | Big processo    | 6 aprile 2020            | 6 aprile 2020           |
| 6  | The Big Party    | Big festa       | 6 aprile 2020            | 6 aprile 2020           |
| 7  | The Big Surprise | Big sorpresa    | 6 aprile 2020            | 6 aprile 2020           |
| 8  | The Big Decision | Big decisione   | 6 aprile 2020            | 6 aprile 2020           |

## Prologo
- Titolo originale: Prototype
- Diretto da: Phill Lewis
- Scritto da: Josh Bycel e Jason Berger

### Trama
Lola si trasferisce a Tampa, dove vivrà con suo padre, Big Show, la matrigna e le sue sorellastre. Ha difficoltà a inserirsi e Show convince l'allenatore a far giocare Lola nella squadra di hockey su ghiaccio della scuola. Nel frattempo, Mandy ospita una protesta su internet nella sua camera da letto che attira molti visitatori.

## Big punitore
- Titolo originale: The Big Punisher
- Diretto da: Phill Lewis
- Scritto da: Danielle Uhlarik

### Trama
Dopo aver assistito alla carriera day di JJ, Big Show medita su cosa fare per la sua nuova carriera, e cerca di proporsi come agente immobiliare per Cassy che sta cercando di vendere una vecchia casa infestata dal fantasma della vecchia proprietaria. Lola e Mandy provano a diventare coinquilini della stessa camera, ma sorgono diversi problemi.

## Big cervellone
- Titolo originale: The Big Brain
- Diretto da: Bob Koherr
- Scritto da: Josh Bycel e Jason Berger

### Trama
L'insegnante di JJ vuole mandare la bambina nella classe dei cervelloni. Mandy è la favorita per diventare il presidente di classe fino a quando il suo compagno Taylor Swift non decide di candidarsi anche lui. Dopo aver visitato il salone di bellezza, Lola va d'accordo con la matrigna Cassy come se fossero amiche. Ma dopo aver partecipato a un evento musicale insieme, Lola vuole farsi un tatuaggio.

## Big voragine
- Titolo originale: The Big Sinkhole
- Diretto da: Phill Lewis
- Scritto da: Joanna Quraishi

### Trama
A causa di una voragine vicino alla scuola delle ragazze essa rimane chiusa. Le ragazze devono uscire con i genitori per non rimanere sole; Big Show farà un'ospitata televisiva con Lola di cucina, mentre Cassy porta JJ nella sua agenzia immobiliare. Mandy cerca una strategia per vincere il titolo di presidente di classe.

## Big processo
- Titolo originale: The Big Process
- Diretto da: Bob Koherr
- Scritto da: Brain D. Bradley

### Trama
JJ e Mandy cercano di aiutare Cassy a gestire il fatto di essere disoccupata. Il nuovo ragazzo di Lola invita Big Show a fare un Escape room con loro, Big Show accetta e sembra duro con il ragazzo ma alla fine va molto d'accordo con lui.
- Guest: Tan France

## Big festa
- Titolo originale: The Big Party
- Diretto da: Kelly Park
- Scritto da: Paul O'Toole e Andy St. Clair

### Trama
Per il loro anniversario, Big Show porta Cassy a un fine settimana su una nave da crociera. Ha in programma alcune attività romantiche con lei, ma Cassy riceve finalmente un'offerta per comprare quella casa che stava cercando di vendere, e Big Show finisce per condividere i suoi servizi romantici con alcuni dei suoi amici lottatori della WWE. Lola si offre volontaria per fare da baby sitter alle sue sorelle e di nascosto dai genitori organizza una grande festa per Mandy in modo che possa diventare popolare.
- Guest star: Mark Henry, Mick Foley e Rikishi

## Big sorpresa
- Titolo originale: The Big Surprise
- Diretto da: Leonard R. Garner, Jr.
- Scritto da: Danielle Uhlarik

### Trama
Lola riceve una visita dalla sua amica Alex del Minnesota. Terry ospita un evento promozionale in cui Big Show lotta con delle persone comuni nella palestra di Terry. Mandy deve discutere con Taylor in un dibattito scolastico.
JJ sente che Lola potrebbe voler tornare in Minnesota per stare con i suoi amici, quindi chiede a Cassy di aiutarla a fare un video per convincerla a rimanere. Mandy e Taylor concordano di avere un dibattito amichevole in cui non fanno apparire nulla di spiacevole fino a quando Taylor ha un'idea con cui Mandy non è d'accordo, il che costa loro il loro rapporto d'amore. Dopo un altro incontro di wrestling nella palestra di Terry, Big Show annuncia di voler tornare alla WWE.

## Big decisione
- Titolo originale: The Big Decision
- Diretto da: Eric Dean Seaton
- Scritto da: Brain D. Bradley

### Trama
Big Show cerca di sistemare la sua situazione familiare in modo da poter tornare a lottare con la WWE. Cassy finisce per assumere Bennett nella sua agenzia; JJ cerca di prendere un cane nonostante sappia che suo padre è allergico. Lola si sente sempre più stressata mentre fa il test di guida.